# Achroomyces
Achroomyces is een geslacht van korstmossen behorend tot de familie Caliciaceae. De typesoort is Achroomyces tumidus.

## Soorten
Volgens Index Fungorum telt het geslacht 34 soorten (peildatum februari 2023):
| Soortnaam                                     | Auteur(s)                   | Publicatiejaar |
| --------------------------------------------- | --------------------------- | -------------- |
| Achroomyces arachidosporus                    | Trichies                    | 2007           |
| Achroomyces arrhytidiae                       | (L.S. Olive) Wojewoda       | 1977           |
| Achroomyces blastomyces                       | (Möller) Wojewoda           | 1981           |
| Achroomyces brunneus                          | (G.W. Martin) Wojewoda      | 1981           |
| Achroomyces carneus                           | (Pat.) Wojewoda             | 1981           |
| Achroomyces carolinianus                      | (Coker) Wojewoda            | 1981           |
| Achroomyces carpineus                         | Grove                       | 1922           |
| Achroomyces chlamydosporus                    | P. Roberts                  | 2002           |
| Achroomyces cissi                             | (Pat.) Wojewoda             | 1981           |
| Achroomyces decipiens                         | (G.W. Martin) Wojewoda      | 1981           |
| Achroomyces dennisii                          | P. Roberts                  | 2006           |
| Achroomyces fibrosus                          | (Pat.) Wojewoda             | 1981           |
| Achroomyces fimicola                          | (J. Schröt.) Mig.           | 1910           |
| Achroomyces henricii                          | P. Roberts                  | 1997           |
| Achroomyces insignis                          | Hauerslev                   | 1993           |
| Achroomyces lagerstroemiae                    | (Coker) Wojewoda            | 1981           |
| Achroomyces longibasidius                     | (Lowy) Wojewoda             | 1981           |
| Achroomyces longisporus                       | (Hauerslev) Hauerslev       | 1993           |
| Achroomyces lotharingus                       | Trichies                    | 2003           |
| Achroomyces lumbricifer                       | P. Roberts                  | 2001           |
| Achroomyces lunaticonidiatus                  | Van de Put                  | 2000           |
| Achroomyces micrus                            | (Bourdot & Galzin) Wojewoda | 1977           |
| Achroomyces opalinus                          | (P.H.B. Talbot) Wojewoda    | 1981           |
| Achroomyces pachysterigmatus                  | P. Roberts                  | 1997           |
| Achroomyces pseudoconidiatus                  | Van de Put                  | 2004           |
| Achroomyces robertsii                         | Trichies                    | 1997           |
| Achroomyces sibiricus                         | Hauerslev                   | 1999           |
| Achroomyces soranus                           | Hauerslev                   | 1999           |
| Achroomyces sphaerosporus                     | (G.W. Martin) Wojewoda      | 1981           |
| Achroomyces subabditus (Verstopt trilkorstje) | (Hauerslev) Hauerslev       | 1993           |
| Achroomyces subvestitus                       | (L.S. Olive) Wojewoda       | 1981           |
| Achroomyces succineus                         | (Pat.) Wojewoda             | 1981           |
| Achroomyces tiliae                            | (Lasch) Höhn.               | 1904           |
| Achroomyces tumidus                           | Bonord.                     | 1851           |